# Stazione di Cavalcatore
La stazione di Cavalcatore era una stazione ferroviaria posta sulla linea Dittaino-Leonforte. Era posta nel territorio comunale di Assoro.